# 九斿增一
HD 28375，又名BD+01 757，SAO 111845、HR 1415，是一颗恒星，视星等为5.55，位于銀經193.42，銀緯-30.57，其B1900.0坐标为赤經4h 23m 21.9s，赤緯+1° -30.57′ 33″。